# Luca Rigoni (hockeista su ghiaccio)
Luca Rigoni (Asiago, 1º gennaio 1975) è un ex hockeista su ghiaccio ed ex hockeista in-line italiano, di ruolo attaccante.

## Carriera

### Hockey su ghiaccio

#### Club
Ha esordito in Serie A1 con la squadra della sua città, l'Asiago, nella stagione 1993-94 con 10 presenze e collezionando 3 punti. Dopo uno scudetto, due Coppe Italia e una Supercoppa italiana in 13 stagioni ad Asiago (439 presenze totali), nel 2006 è passato ai Milano Vipers. Rimase a Milano una sola stagione, vincendo un'altra Supercoppa e collezionando 21 punti in 44 partite giocate.
La stagione seguente cambiò squadra trasferendosi al Pontebba, dove giocò per 5 stagioni e dove divenne anche capitano della squadra, conquistando la sua terza Coppa Italia. Con la maglia delle aquile totalizzò 112 punti in 222 incontri di campionato. Nell'estate del 2012, dopo 6 anni, ritornò a vestire la maglia della sua città, l'HC Asiago, vincendo, nel corso del 2013, il suo secondo scudetto e la sua terza supercoppa.
Per il campionato 2014-15 non gli venne rinnovato il contratto, e, alla soglia dei 40 anni, deciso comunque a non appendere i pattini al chiodo, Rigoni decise di giocare per il farm team dell'Asiago, l'ASH Pergine.

#### Nazionale
Rigoni vestì anche la maglia della Nazionale italiana, vincendo nel 2005 un titolo mondiale di Prima Divisione.

### Hockey in-line
Come molti giocatori di hockey su ghiaccio, Rigoni ha praticato anche l'hockey in-line.
Dai play-off della stagione 2011-2012 ha giocato con l'Hockey Club Milano Quanta, di cui divenne allenatore dopo il ritiro, ricoprendo il ruolo fino al termine della stagione 2020-2021. Dalla stagione successiva si è seduto sulla panchina degli Asiago Vipers.
Ha allenato anche la nazionale juniores e, dal 2021, la nazionale maggiore.

## Vita privata
Il padre Antonio era stato portiere ed in seguito dirigente dell'Asiago Hockey. È il cognato di Mirco Presti, ex compagno di squadra nell'Asiago Hockey.

## Palmarès

### Hockey su ghiaccio

#### Club
- Campionato italiano: 2

Asiago: 2000-2001, 2012-2013
- Coppa Italia: 3

Asiago: 2000-2001, 2001-2002
Pontebba: 2007-2008
- Supercoppa italiana: 3

Asiago: 2003, 2013
Milano Vipers: 2006

#### Nazionale
- Campionato mondiale di hockey su ghiaccio - Prima Divisione: 1

Paesi Bassi 2005